# Кинофестиваль в Сан-Себастьяне
Международный кинофестиваль в Сан-Себастьяне (баск. Donostiako Nazioarteko Zinemaldi, исп. Festival Internacional de Cine de San Sebastián) — ежегодный международный кинофестиваль, с 21 сентября 1953 года проводится в Стране Басков в городе Сан-Себастьян. По резонансу является одним из крупнейших культурных событий Испании.
Высшие награды фестиваля — «Золотая раковина» (за лучший фильм) и «Серебряная раковина» (вручается лучшему актёру, лучшей актрисе и лучшему режиссёру). Ежегодно на фестивале проходит вручение почётной награды — «Доностия» за вклад в кинематограф.
«Золотой век» фестиваля пришёлся на 1970-е годы, когда здесь были впервые коронованы начинающие режиссёры Фрэнсис Форд Коппола и Терренс Малик. В 1976—1979 годах на фестивале трижды побеждали советские фильмы — «Табор уходит в небо» (1976), «Неоконченная пьеса для механического пианино» (1977) и «Осенний марафон» (1979).
Среди других победителей — фильмы «Двое на дороге» (1967), «Колено Клер» (1971), «Дух улья» (1973), «Пустоши» (1974), «Бойцовая рыбка» (1984), «Гомер и Эдди» (1989), «Понедельники на солнце» (2002), «В доме» (2012).
18 сентября 2020 года в рамках фестиваля состоялась мировая премьера фильма «Фестиваль Рифкина» Вуди Аллена. Действие картины происходит именно на кинофестивале в Сан-Себастьяне, где главных героев — женатую пару — неожиданно затягивает в водоворот романтических приключений. Грань между реальностью и кино для них стирается. В фильме снялись Уоллес Шон, Джина Гершон, Луи Гаррель, Кристоф Вальц, Елена Анайя и Сержи Лопес.